# Nayuta
nayuta（日语：なゆた，9月27日—）是日本的同人歌手和聲優，曾所屬同人社团「EastNewSound」、「LC:AZE」。2015年开始以个人社团「7uta.com」的名义发布原创歌曲。同时也是组合和「NaYuri」的成员。

## 簡介
nayuta是一名居住在日本關東的學生，與動畫「涼宮春日的憂鬱」中的主角涼宮春日所擔當的聲優「平野綾」的聲音非常相似。曾經於NICONICO動畫中投稿-並擔當當中的「涼宮春日」，被重覆播放的次數約3,298,864次（截止2017年8月27日）。現在不時也在NICONICO動畫上有類別的投稿作品，並積極參與同人音樂的歌唱部分。喜歡的歌手有eufonius、霜月遙、牧野由依、茶太、新谷良子、水樹奈奈。

## 來歷
nayuta於2005年8月就已經開始同人活動，當時名義是。在2007年4月，名義改為。
此外她於2007年6月開始在NICONICO動畫上開始有類別的作品投稿。當初在NICONICO上活動時並無名義，後來開始使用nayuta的名稱。
在2009年1月7日，同人活動方面的名義從改為，再在同年4月11日開始將同人活動方面的名義改為nayuta，其網站、組織名稱皆改為先前她所使用的名義。

## 參與作品

### 動畫
- Candy☆Boy - episode：05 女服務生

### 遊戲
- 劍世界2.0 - ポニー

### CM
- 手機小說「君のせい」 （2008年、ソフトバンククリエイティブ）
- GA文庫「神曲奏界」 （2008・2009年、ソフトバンククリエイティブ）

#### 混音專輯
- 経験値上昇中☆ (2008, EXIT TRANCE PRESENTS SPEED アニメトランス BEST 3, remixed by 源屋)
- 1000%SPARKING! (2008, EXIT TRANCE PRESENTS SPEED アニメトランス BEST 3, remixed by Ryu☆)
- 冒険でしょでしょ？ (2008, EXIT TRANCE PRESENTS SPEED アニメトランス BEST 5, remixed by 源屋)
- God knows... (2009, スーパー★アニメ☆リミックス SUPER BEST, remixed by DJ Command)
- God knows... (2010, アニメユーロベスト～School Edition～, remixed by DJ Command)
- Perfect-area complete! (2010、超!アニメビート, remixed by ELEMENTAS)

#### 同人作品
- Lyrical Crimson (2008年12月15日、EastNewSound)
  - 「STAY HERE，NOT ALONE」
  - 緋色月下、狂咲ノ絕
- H -Heart and Beat Technology- (2009, Halozy) すみじゅん feat. nayuta
  - メグメル (Cuckool Mix 2009)
  - 時を刻む唄
- Crescendo Planet (2009, Halozy) Izu feat. nayuta
  - 午前零時の月階段
- Scattered Destiny (2009年2月18日、EastNewSound)
  - 死奏憐音、玲瓏ノ終
- Lucent Wish (2009年7月26日、EastNewSound) crouka feat. nayuta
  - 風導星歌、黎明ノ景
- Sacred Factor (2009年12月9日、EastNewSound)
  - 緋色月下、狂咲ノ絶 -1st Anniversary Remix-
- Split Theory (2010, EastNewSound) 黒鳥 feat. nayuta
  - structure
  - 無炎舞踊≠循環
- Felsic Mirage / EastNewSound Alternative Outside 2010 Summer (2010, EastNewSound) 黒鳥 feat. nayuta
  - 幽音絶花、繚乱ノ彩
- Halozy Remixes vol.1  (2010, Halozy) Vo.nayuta remixed by きりん
  - 午前零時の月階段 (きりん Remix)
- Cosmic Armonica (2010, Halozy) すみじゅん feat. nayuta
  - まるばつ小径
- CROW WING (2010, TAMUSIC) KEIGO KANZAKI feat. nayuta
  - No Direction
- SPECTRUM (2010, TAMUSIC) KEIGO KANZAKI feat. nayuta & YUNA
  - シオン
- LC:VIOLY (2011, TAMUSIC) TAM×琉姫アルナ feat. NANO(nayuta)
  - splash heart Violin MIX

## 外部連結
- 官方网站
- nayuta個人網誌（页面存档备份，存于）
- Nayuta的X（前Twitter）